# Ernest Wilimowski

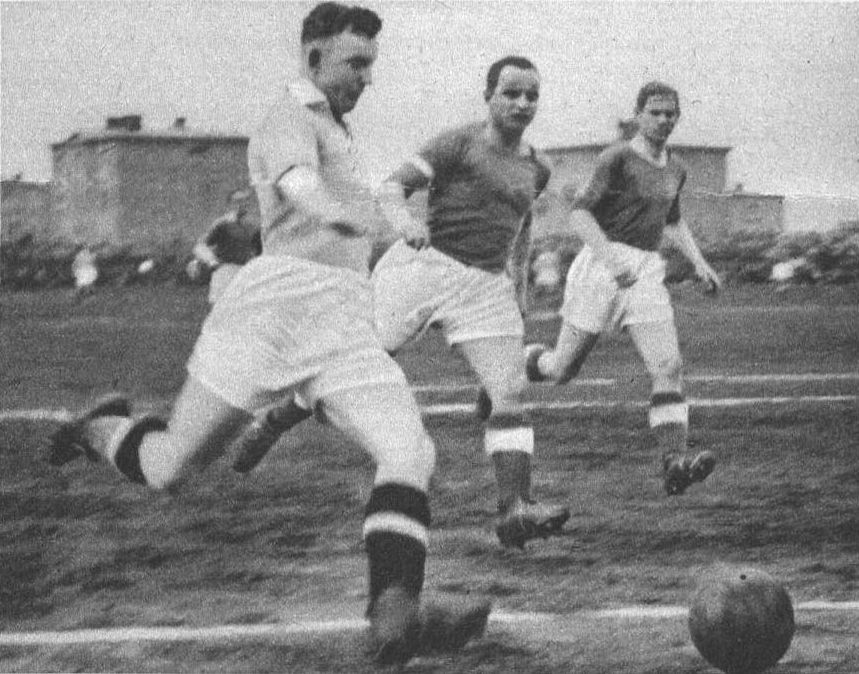
Pelo Ruch contra dois adversários, em 1937

Ernst Otto Willimowski para os alemães e Ernest Othon Wilimowski para os poloneses[carece de fontes?] (Kattowitz, 23 de junho de 1916 — Karlsruhe, 30 de agosto de 1997) foi um futebolista silesiano, que jogou pela Polônia e Alemanha. Ficou famoso como o jogador que mais gols conseguiu marcar em uma única partida contra a seleção brasileira, ao marcar quatro em histórico duelo pelas oitavas-de-final da Copa do Mundo FIFA de 1938, em uma das partidas consideradas entre as maiores da história da competição. Apesar do desempenho do atacante, a Polônia perdeu, por 6–5.
Wilimowski também foi o primeiro jogador a marcar quatro vezes em uma só partida de Copa do Mundo FIFA, e a marca só foi superada em 1994, por Oleg Salenko.
Mesmo sem ser muito alto, medindo 1,72 metros, possuía boa impulsão e ótima colocação dentro da grande área, sendo um grande finalizador e habilidoso driblador dotado de grande frieza e oportunismo. Tinha polidactilia no pé direito, cujos seis dedos eram descritos por ele como um talismã. Sua carreira terminou bastante afetada pela Segunda Guerra Mundial, a transforma-lo em traidor perante os poloneses por ter passado a defender a Alemanha e por priva-lo de jogar, no auge de forma, a hipotética Copa do Mundo FIFA de 1942.

## Antes do futebol
Seu nome de batismo era Ernst Otto Pradella (o que possivelmente denotaria alguma origem italiana), filho de um soldado alemão, Ernst-Roman, que morreu na Primeira Guerra Mundial. Aos 13 anos, quando sua mãe, Paulina Florentyna, casou-se novamente, adotou o sobrenome de seu padrasto e adquiriu cidadania polonesa. Sua cidade natal, Kattowitz, que fazia parte do Império Alemão, passara em 1922 a fazer parte da Segunda República Polonesa e mudara de nome para Katowice.

## Carreira em clubes

### Campeonato Polonês
Wilimowski começou a carreira no Kattowitz, clube de jogadores de origem alemã na renomeada cidade de Katowice. Em 1933, quando ainda tinha 17 anos, foi para o Ruch Wielkie Hajduki (atual Ruch Chorzów), onde logo se destacou com impressionante habilidade goleadora e no drible. Foi campeão polonês já em 1934, em campanha com sete pontos de diferença para o segundo colocado. Wilimowski também foi o artilheiro do campeonato, com 34 gols em um campeonato de 22 rodadas. O vice-artilheiro foi seu colega Teodor Peterek. Naquele mesmo ano, ele estreou pela seleção polonesa.[carece de fontes?]
Em 1935, o Ruch foi bicampeão seguido, dessa vez com um ponto de vantagem para o segundo colocado. Wilimowski jogou somente sete partidas dessa campanha, mas marcou oito vezes; o tricampeonato seguido veio em 1936, dois pontos acima do segundo; nessa campanha, a dupla Wilimowski-Peterek obteve conjuntamente a artilharia do campeonato, com cada um marcando dezoito vezes em um torneio de dezoito rodadas.[carece de fontes?] Wilimowski, porém, atravessou um ano suspenso por conduta extracampo considerada imprópria, marcada por festas e bebedeiras.
O Ruch acabou caindo para a terceira colocação em 1937, recuperando o título em 1938, a seis pontos do vice-colocado. Wilimowski marcou dezenove vezes, ao longo de dezoito rodadas, embora não tenha sido o artilheiro e sim o colega Peterek, que marcou 21.[carece de fontes?]
Convocado à Copa do Mundo FIFA de 1938, seu desempenho contra o Brasil fez com que dirigentes deste país sondassem-no como propostas que chegaram a interessar-lhe, mas a transferência foi impedida pela Associação Polonesa de Futebol. Também recebeu ofertas de clubes franceses. O campeonato de 1939 terminou não finalizado em decorrência do início da Segunda Guerra Mundial, deflagrada pela invasão da Polônia pela Alemanha Nazista em setembro daquele ano. O Ruch liderava a competição, com 18 pontos, ainda que com até duas partidas a mais em relação a alguns concorrentes. Wilimowski era o artilheiro, com 25 gols, ao longo de quatorze rodadas. O campeonato polonês só voltaria a ser disputado após a guerra, retomado em 1946,[carece de fontes?] já sem o atacante.
Dos jogadores que marcaram entre cem e 130 gols no campeonato polonês, Wilimowski, que acumulou 112, é aquele que precisou de menos tempo, com cinco temporadas; a maioria dos demais precisou de dez anos ou mais. O Ruch, embora não seja campeão desde 1989, seguia à altura de 2017 como maior vencedor do campeonato, obtendo na década de 1930 cinco de seus quatorze títulos poloneses.[carece de fontes?]

### Futebol alemão de guerra
As autoridades da ocupação alemã na Polônia planejaram formar um grande time na Silésia com jogadores regionais para insuflar uma identidade alinhada com o novo poder. A equipe tratou-se do Kattowitz, onde Wilimowski havia começado. Ele, que recobrara a cidadania alemã, retornou ao clube de origem. Os clubes locais passaram a disputar o campeonato alemão, então disputado inicialmente em grupos regionais que incluíam territórios anexados também na Áustria, Alsácia e Sudetos. Somente os líderes avançavam a jogos eliminatórios nacionais.[carece de fontes?]
Wilimowski, porém, não ficou muito tempo regressado ao Kattowitz. Já em 1940, deixou definitivamente a Polônia. Sua vinda ao futebol brasileiro, como refugiado da Segunda Guerra Mundial, chegou a ser especulada; o Fluminense teria lhe convidado através de um cônsul. O embarque do jogador no navio Raul Soares foi inclusive noticiada, O goleiro tricolor Batatais, que sofrera os quatro gols do polonês na Copa do Mundo FIFA de 1938, inclusive pronunciou-se, mas com desdém: "estão exagerando o valor deste rapaz. É apenas um bom atacante, como dos muitos que temos aqui. A circunstância de ele ter assinalado quatro gols contra os brasileiros não é motivo para se atribuir qualidades de grande artilheiro. Naquela tarde, jogamos praticamente sem zagueiro direito. Domingos ardia em febre e só entrou em campo porque Pimenta insistiu. Daí ter Wilimowski agido quase à vontade. Em condições normais, afirmo, ele não teria marcado nem um goal contra o meu arco". O America também estaria interessado no jogador.
Contudo, a notícia do embarque logo provou-se inverídica; esclareceu-se que ele encontrava-se em Breslau e o anúncio da chegada do astro foi reconhecida como "o maior 'bluf' dos últimos tempos nos meios esportivos. Depois de um farto noticiário em torno do famoso meia-esquerda polonês, verificou-se a tremenda decepção dos que o foram recepcionar no cais, quando da chegada do 'Raul Soares', no dia 7". Mesmo assim, no mês seguinte ainda chegou a ser divulgado que ele enfim conseguira ver-se livre da Alemanha, estando na Espanha aguardando regularizar documentos para embarcar ao Brasil.
Wilimowski seguiu carreira por um time da região da Saxônia, o Polizei Chemnitz. Na temporada 1940–41, o clube ficou em terceiro no torneio saxão, liderado pelo Dresdner. Tal clube era uma potência na época, liderado pelo artilheiro Helmut Schön, posteriormente técnico da Alemanha Ocidental campeã da Copa do Mundo FIFA de 1974. Mesmo com a eliminação na fase inicial, em 1941 Wilimowski passou a defender a seleção alemã - segundo sua filha, porque não queria morrer.
Na temporada 1941–42, o vencedor saxão foi o Planitz,[carece de fontes?] mas Wilimowski continuou em paralelo sendo assiduamente usado pela seleção. Ele logo ingressou no Munique 1860, na época ainda uma equipe de porte similar ao do vizinho Bayern Munique, então um clube modesto. Wilimowski foi ainda em 1942 campeão da Copa da Alemanha pelo time celeste, abrindo o placar aos 35 minutos do segundo tempo na vitória por 2–0 sobre o Schalke 04, outra grande potência alemã na época; com seis títulos e três vice-campeonatos entre 1933 e 1942,[carece de fontes?] gerava percepção de que seria inclusive o time pelo qual torceria Adolf Hitler. Foi o primeiro dos dois títulos do 1860 na Copa.[carece de fontes?]
O 1860 também foi o vencedor do torneio regional do sul da Baviera na temporada 1942–43, caindo no segundo mata-mata da fase nacional. Na temporada seguinte, o vencedor regional foi o Bayern. O agravamento da Segunda Guerra Mundial em solo alemão suspendeu as disputas do campeonato entre 1944 e 1945;[carece de fontes?] em meio ao conflito, a influência de Wilimowski salvou a vida de sua mãe, que havia sido enviada a Auschwitz após se envolver com um judeu russo.

### Carreira alemã pós-guerra
Após a guerra, Wilimowski inicialmente tentou voltar à Polônia, mas foi impedido em permanecer, considerado um traidor. Acabou se mantendo no futebol alemão; porém, considerado um pária, teve de recomeçar em clubes modestos. Inicialmente, no Chemnitzer, clube que disputava o campeonato da Alemanha ocupada pelos soviéticos, futura Alemanha Oriental, na qual a cidade de Chemnitz mudou de nome para Karl-Marx-Stadt. [carece de fontes?]
Ainda na temporada 1947–48, Wilimowski rumou ao Augbsurgo, que por sua vez jogava no Grupo Sul do campeonato do que seria a Alemanha Ocidental. Ali ficou até 1950, com o clube terminando em penúltimo em 1949 e em décimo de dezesseis times em 1950. Seu clube seguinte, a partir da temporada 1950–51, foi o Offenburgo. Nela, sua ex-equipe do Augsburgo foi rebaixada no Grupo Sul. O Offenburgo jogava no Grupo Sul-Sudoeste, descontinuado em 1950, absorvido pelo Grupo Sudoeste a partir de então. O clube, porém, não veio a disputa-lo na primeira divisão.[carece de fontes?]
Após dois anos no Offenburgo, Wilimowski passou a temporada 1952–53 no Singen 04, também um clube ausente da elite; havia sido rebaixado na temporada 1950–51 do Grupo Sul, sem voltar.[carece de fontes?] Veio a se estabelecer em seguida no VfR Kaiserslautern, equipe secundária da cidade de Kaiserslautern; a principal era o 1. FC Kaiserslautern, justamente a equipe base da seleção alemã-ocidental que adiante venceria a Copa do Mundo FIFA de 1954. Na temporada 1953–54, o rival venceu o Grupo Sudoeste enquanto a equipe de Wilimowski foi a última das não-rebaixadas na chave, em antepenúltimo.[carece de fontes?] Apesar do porte do clube, Wilimowski seguia destacando-se individualmente, conseguindo acumular setenta gols em noventa jogos pelo time, tendo plena capacidade para também estar naquela seleção.
Wilimowski permaneceu na equipe até 1956, com ela não indo além do 12º lugar enquanto o time vizinho sempre liderava o grupo.Seguiu carreira no Kehl, onde parou de jogar em 1959.[carece de fontes?]

## Seleção

### Polônia

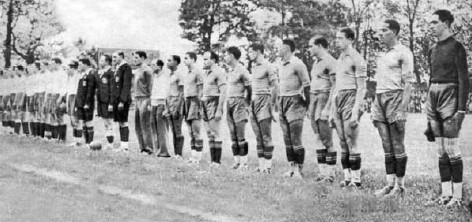
Polônia e Brasil perfilados antes da partida de estreia de ambos na Copa do Mundo FIFA de 1938. Ambos usavam camisas brancas e por sorteio definiu-se que os brasileiros usariam uma camisa azul celeste

Wilimowski estreou pela seleção polonesa em 21 de maio de 1934, em derrota amistosa por 4–2 para a Dinamarca em Copenhague. Dois dias depois, jogou novamente e marcou pela primeira vez, em nova derrota de 4–2, para a Suécia em Estocolmo. Jogou outras três vezes pela Polônia naquele ano, sem vencer, mas marcando outras duas vezes: perdeu por 4–1, marcando, para a Iugoslávia em Belgrado; de 5–2 para a Alemanha dentro de Varsóvia, também marcando sobre sua outra pátria; e empatou em 3–3 com a Romênia em Leópolis.[carece de fontes?]
Conduta imprópria extracampo de Wilimowski custou-lhe uma suspensão de um ano e ausência no futebol nos Jogos Olímpicos de Verão de 1936, na qual seu país, mesmo sem ele, terminou na quarta colocação. Após suas partidas em 1934, Wilimowski só voltou a defender a seleção em 4 de outubro de 1936. Novamente, não venceu, derrotado outra vez pelos dinamarqueses em Copenhague, dessa vez por 2–1. A primeira vitória veio na partida seguinte, em 23 de junho de 1937, por 3–1 sobre os suecos em Varsóvia. Wilimowski marcou um dos gols. Naquele ano, jogou ainda outras três vezes. Primeiramente, em dois amistosos: derrota de 4–2 para a Romênia dentro de Łódź e em nova vitória sobre a Dinamarca, por 3–1, em Varsóvia - na qual marcou seu quinto gol pela seleção.[carece de fontes?]
A partida seguinte foi válida pelas eliminatórias da Copa do Mundo FIFA de 1938. Ele marcou um gol na vitória por 4–0 sobre a Iugoslávia em Varsóvia, em 10 de outubro. A partida seguinte, já em 1938, foi um empate amistoso em 3–3 (com gol dele) contra a Suíça em Zurique. Já em 2 de abril de 1938 ocorreu o reencontro com os iugoslavos pelas eliminatórias, em Belgrado, com o oponente vencendo por 1–0.[carece de fontes?] As duas partidas foram as únicas das duas seleções nas eliminatórias, valendo uma vaga no torneio. Elas haviam combinado que, em caso de uma vitória para cada, prevaleceria o saldo de gols, favorecendo assim os poloneses. Dez dos onze jogadores que seguraram o ímpeto iugoslavo foram mantidos para a estreia no mundial, com a única ausência sendo a de Jerzy Wostal - artilheiro do campeonato de 1937, lesionou-se e não viajou à França. A seleção polonesa chegou a Estrasburgo, onde faria sua estreia em Copas do Mundo, na antevéspera da partida, após 36 horas de trem desde Varsóvia.

#### Copa do Mundo de 1938
O mundial começou já na fase de mata-matas, em oitavas-de-final. A Polônia foi sorteada para enfrentar o Brasil. As duas equipes viriam a protagonizar uma das melhores partidas da história do torneio, a figurar em qualquer lista dos grandes jogos da competição. Como as duas seleções usavam camisas brancas, promoveu-se um sorteio para quem jogaria com camisa alternativa, fazendo com que os brasileiros vestissem uma camisa azul celeste combinado às calças azuis. Os brasileiros, em lances individuais, começaram dominando a partida, desorientando a defesa adversária; aos seis minutos, Perácio chegou a acertar a trave.Leônidas da Silva abriu o placar aos 18 minutos, aproveitando cruzamento de Hércules; em outras fontes, o passe foi de Romeu. Aos 22, a Polônia empatou, em pênalti cobrado por Fryderyk Scherfke, após Domingos da Guia ter sido obrigado a agarrar na área Gerard Wodarz; em outras fontes, o derrubado foi Wilimowski. Três minutos depois, após Leônidas ter um pênalti contra si não assinalado, o próprio Leônidas passou Romeu, que marcou 2–1 para o Brasil, terminando uma série de passes em chute potente. Wilimowski respondeu obrigando Batatais a grande defesa. No penúltimo minuto do primeiro tempo, Perácio converteu o terceiro gol brasileiro: aproveitando passe de Lopes, marcou de cabeça.
Com o 3–1 ao fim do primeiro tempo, a vitória sul-americana parecia assegurada. Os poloneses não haviam oferecido maior perigo, concentrando-se em defender. Porém, no intervalo, começou uma chuva torrencial que transformou o campo, já em condições precárias, em um lamaçal. Isso viria a beneficiar o estilo pesado dos poloneses em detrimento dos toques sutis dos brasileiros. Em quinze minutos, Wilimowski marcou duas vezes para empatar. No primeiro, aos oito minutos, explorou habilmente uma ofensiva polonesa; seu arremate desviou em Machado e enganou o goleiro Batatais. A Polônia conseguiu fazer prevalecer seu jogo simples e direto e Wilimowski empatou aos 14 minutos após driblar Domingos. Em meio a isso, a chuva aumentou de intensidade. Sobre Lêonidas teria sido cometido outro pênalti não assinalado. Aos 25 minutos, Perácio, em chute de fora da área, recolocou o Brasil à frente, com a bola batendo na trave antes de entrar.
O jogo seguia limpo de ambas as partes, com exceção a um pênalti cometido por Leônidas aos 28 minutos. O goleiro Batatais, porém, defendeu a cobrança. Posteriormente, ele chegou a precisar de atendimento após chocar-se com uma trave, paralisando a partida por dois minutos. Wilimowski, chegou a acertar a trave em chute forte, lance que também foi atribuído a Scherfke. A segundos do fim da partida, Wilimowski aproveitou-se de erro de Afonsinho para empatar, para o delírio de uma numerosa plateia polonesa que se fazia presente; houve algum protesto brasileiro com o que julgava-se excesso de tempo dado pelo árbitro. No intervalo antes da prorrogação, os poloneses chegaram a trocar de uniformes. No tempo extra, o ímpeto deu lugar ao cansaço dos dois times, especialmente em Domingos, que já vinha jogando com febre. Aos três minutos, Lopes cobrou um tiro livre; em outras fontes, foi Hércules, que passou inicialmente a Romeu. A bola chegou a Leônidas, que assinalou o 5–4 após, segundo outras fontes, ter driblado diversos adversários. Ainda antes do primeiro tempo terminar, Wilimowski acertou a trave com o gol vazio, após Domingos ter salvo e repelido um arremate de Scherfke, com o goleiro Batatais já batido no lance.
No segundo tempo, Batatais teria realizado grande defesa em tiro livre cobrado por Wilimowski. Aos 12 minutos, Lêonidas, em dois tempos, assinalou 6–4 em lance que ficou famoso como o gol que teria marcado descalço, após sua chuteira direita se descosturar, algo que não teria sido notado pelo árbitro por conta dos jogadores estarem àquela altura com os pés e pernas cheios de barro. Os brasileiros controlaram a maior parte do resto do jogo, até Wilimowski marcar pela quarta vez, já no último minuto, aproveitando-se de erro generalizado da defesa brasileira, que não afastou uma bola livre na frente de Batatais. Entrevistado após a partida, declarou que "reconheço que venceu o melhor team. Estamos desapontados, mas não desencorajados.". A imprensa brasileira, por sua vez, o rotulou como "um Leônidas louro": "dribla bem, com uma agilidade extraordinária. É um malabarista da pelota e um grande shooteador".
Aquela foi a primeira vez em que um jogador marcou quatro vezes em uma única partida de Copa do Mundo FIFA. Posteriormente, Wilimowski foi igualado pelo brasileiro Ademir de Menezes, na partida contra a Suécia na Copa do Mundo FIFA de 1950; pelo húngaro Sándor Kocsis, no primeiro jogo dele contra a Alemanha Ocidental na Copa do Mundo FIFA de 1954; pelo francês Just Fontaine, também contra os alemães-ocidentais, na Copa do Mundo FIFA de 1958; pelo português Eusébio contra a Coreia do Norte na Copa do Mundo FIFA de 1966; e pelo espanhol Emilio Butragueño contra a Dinamarca na Copa do Mundo FIFA de 1986. Somente Eusébio, que marcou os quatro em espaço de 32 minutos, e Ademir (em 42) marcaram seus quatro gols em menos tempo que o polonês, que marcou os seus em 65 minutos. Os quatro gols foram um recorde compartilhado até a Copa do Mundo FIFA de 1994, quando o russo Oleg Salenko superou ao marcar cinco vezes sobre Camarões, tornando-se o novo e único recordista. Ninguém mais marcou outras quatro vezes.[carece de fontes?]
Wilimowski também tornou-se o recordista de gols em uma só partida contra o Brasil. Ele está em quarto lugar entre os que mais marcaram gols sobre os brasileiros: o argentino Norberto Méndez e o uruguaio José Medina acumularam cinco gols cada; o argentino Herminio Masantonio e o uruguaio Ángel Romano totalizaram seis gols cada; e o recordista Emilio Baldonedo, outro argentino, somou sete. Baldonedo, curiosamente, nasceu no mesmo dia que Wilimowski, em 23 de junho de 1916. Apesar do recorde, o goleiro Batatais chegaria a desdenhar do algoz, quando o polonês foi especulado pelo Fluminense em 1940: "estão exagerando o valor deste rapaz. É apenas um bom atacante, como dos muitos que temos aqui. A circunstância de ele ter assinalado quatro gols contra os brasileiros não é motivo para se atribuir qualidades de grande artilheiro. Naquela tarde, jogamos praticamente sem zagueiro direito. Domingos ardia em febre e só entrou em campo porque Pimenta insistiu. Daí ter Wilimowski agido quase à vontade. Em condições normais, afirmo, ele não teria marcado nem um goal contra o meu arco".
Após a Copa, Wilimowski jogou outras oito vezes pela Polônia, quatro delas ainda em 1938: derrota de 4–1 para a Alemanha em Chemnitz, empate em 4–4 (com dois gols do atacante) com a Iugoslávia em Varsóvia, empate em 2–2 (com outro gol dele) com a Noruega em Varsóvia e derrota de 3–2 para a Irlanda em Dublin, com outro gol dele; e outros quatro em 1939: derrota de 4–0 para a França em Paris, empate em 3–3 com a Bélgica em Łódź (marcou duas vezes), empate em 1–1 com a Suíça em Varsóvia e por fim uma vitória por 4–2 sobre a Hungria em Varsóvia. Nessa partida, Wilimowski marcou três vezes. Essa foi sua última partida pela Polônia, em 27 de julho de 1939.[carece de fontes?] Quatro dias após essa exibição de herói do atacante, o país foi invadido pela Alemanha Nazista, iniciando-se a Segunda Guerra Mundial.
Ao todo, foram 22 partidas e 21 gols pela seleção polonesa. Wilimowski é atualmente o nono maior artilheiro dela e chegou a ser o maior; os oito que o superaram defenderam o país posteriormente: o atual recordista Robert Lewandowski (desde 2008), Włodzimierz Lubański (1963–1980), Grzegorz Lato (1971–1984), Kazimierz Deyna (1968–1978), Ernest Pohl (1955–1965), Andrzej Szarmach (1973–1982), Gerard Cieślik (1947–1958) e Zbigniew Boniek (1976–1988). Wilimowski segue tendo a melhor média de gols por partida.[carece de fontes?]

### Alemanha
Wilimowski, com medo de represálias a sua vida, aceitou defender a seleção alemã, Ele ainda é o único ex-jogador da seleção polonesa aproveitado pela Alemanha,[carece de fontes?] estreando por ela em 1 de junho de 1941, em vitória por 4–1 sobre a Romênia em Bucareste. Duas semanas depois, jogou pela segunda vez pelos germânicos, marcando em um 5–1 em Viena sobre a Croácia, desmembrada na época da Iugoslávia como um estado independente fantoche dos nazistas; Viena, por sua vez, era uma cidade alemã desde 1938, com a anexação da Áustria. Na partida seguinte pela seleção, Wilimowski marcou três vezes sobre a Finlândia, goleada por 6–0 dentro de Helsinque.[carece de fontes?]
A quarta partida foi a única que Wilimowski não ganhou pela Alemanha, que empatou em 1–1 com a Dinamarca em Dresden.[carece de fontes?] Fazendo dupla avassaladora com o jovem Fritz Walter, pôde jogar em plena Silésia em um 7–0 sobra a Romênia, na qual marcou um gol na cidade polonesa de Bytom, na época denominada pelo nome alemão de Beuthen em função da anexação à Alemanha. A partida ocorreu em 16 de agosto de 1942.[carece de fontes?]
Wilimowski jogou mais três vezes pela Nationalmannschaft. Em 18 de outubro, voltou a marcar quatro vezes em uma única partida, dessa vez pela nova seleção, em vitória por 5–3 dentro de Berna sobre a Suíça, neutra na Guerra. No mês seguinte, vieram as últimas partidas: em 1 de novembro, os croatas foram goleados por 5–1 em Stuttgart, com Wilimowski marcando dois gols, seus últimos em jogos de seleções. Em 22 de novembro, não marcou, mas a Alemanha venceu por 5–2 dentro de Bratislava a Eslováquia;[carece de fontes?] similarmente aos croatas, os eslovacos viviam em independência da Tchecoslováquia sob um estado-fantoche nazista enquanto a parte tcheca estava incorporada à Alemanha. A Segunda Guerra Mundial impediu a realização de uma hipotética Copa do Mundo FIFA de 1942; a respeito, o celebrado jornalista esportivo polonês Andrzej Gowarzewski defenderia que "se a Copa do Mundo de 1942 tivesse acontecido, talvez não falássemos sobre Pelé, e sim sobre Wilimowski".
Em 1943, decidiu-se por interromper os jogos de seleções em decorrência do agravamento da guerra para os alemães. A partida contra a Eslováquia em 1942 foi a última dos germânicos antes do fim da Segunda Guerra Mundial e da divisão da Alemanha. A partida seguinte viria em novembro de 1950, já pela seleção da Alemanha Ocidental, enquanto a da Alemanha Oriental estreou em 1952. A Polônia, após aquela vitória por 4–1 sobre a Hungria em 1939, voltou a jogar em 1947.[carece de fontes?]
Wilimowski permaneceu na Alemanha Ocidental, cujo treinador era Sepp Herberger, o mesmo que o treinara na seleção nazista. Aos 38 anos, Wilimowski tinha condições de ser convocado à Copa do Mundo FIFA de 1954, ao marcar diversos gols pelo modesto VfR Kaiserslautern. Porém, não voltou a ser chamado desde a partida contra a Eslováquia em 1942. Fritz Walter, outro veterano e que defendia o rival 1. FC Kaiserslautern, acabou como ícone do título mundial alemão naquela edição, e chegaria a declarar sobre Wilimowski que "é provavelmente o único jogador no mundo que marcou mais gols do que teve chance de fazê-los. Para mim, foi o melhor atacante da história". A ausência no mundial de 1954 tornou-se a grande decepção esportiva de Wilimowski. Pela seleção alemã, conseguiu ao todo mais de um gol por jogo, acumulando treze em oito partidas.[carece de fontes?]

## Após parar de jogar
Wilimowski parou de jogar aos 43 anos, passando então a ter uma vida pacata administrando um restaurante em Karlsruhe, recusando trabalhos na Federação Alemã-Ocidental de Futebol. Quando o país sediou a Copa do Mundo FIFA de 1974, ele pôde se encontrar com Kazimierz Górski, técnico da seleção polonesa e antigo fã, mas teve negado o pedido de visitar o restante da delegação. Não voltou mais à Polônia, embora houvesse sido convidado em 1995 para uma homenagem prestada pelo ex-clube Rucho Chorzów; declinou o convite em função de uma doença da filha na época. Faleceu dois anos depois.

## Títulos
Ruch Chorzów
- Campeonato Polonês: 1934, 1935, 1936 e 1938

Munique 1860
- Copa da Alemanha: 1942
- Grupo do Sul da Baviera no Campeonato Alemão: 1942–43

### Artilharias
- Campeonato Polonês de 1934 (34 gols)
- Campeonato Polonês de 1936 (18 gols)
- Campeonato Polonês de 1939 (27 gols)
- Copa da Alemanha de 1942 (14 gols)